# Comitato Olimpico Nazionale e Sportivo del Camerun
Il Comitato Olimpico Nazionale e Sportivo del Camerun (noto anche come Comité National Olympique et Sportif du Cameroun in francese) è un'organizzazione sportiva camerunese, nata nel 1963 a Yaoundé, Camerun.
Rappresenta questa nazione presso il Comitato Olimpico Internazionale (CIO) dal 1963 ed ha lo scopo di curare l'organizzazione ed il potenziamento dello sport in Camerun e, in particolare, la preparazione degli atleti camerunesi, per consentire loro la partecipazione ai Giochi olimpici. L'organizzazione è, inoltre, membro dell'Associazione dei Comitati Olimpici Nazionali d'Africa.
L'attuale presidente dell'associazione è Hamad Kalkaba Malboum, mentre la carica di segretario generale è occupata da Emanuel Abolo Biwole.